# Erich Wolfram
Erich Wolfram (ur. 5 października 1928 w Lom w Czechosłowacji, zm. 8 lutego 2003) – niemiecki polityk, samorządowiec i menedżer, parlamentarzysta krajowy i europejski.

## Życiorys
Po zdaniu matury od 1944 do 1945 wcielony do Luftwaffenhelfe, służby pomocniczej Luftwaffe. Trafił do niewoli radzieckiej, z której uwolniono go w 1946. Pracował w kopalniach soli i węgla kamiennego  W 1948 podjął studia ekonomiczne na Uniwersytecie w Halle, w 1950 przeniósł się do Niemiec Zachodnich i ukończył naukę na Uniwersytet Kolońskim (z uprawnieniami w zakresie ubezpieczeń). Od 1952 do 1957 pracował dla związku zawodowego IG Bergbau und Energie oraz jako ekspert Europejskiej Wspólnoty Węgla i Stali. Następnie pracował na stanowiskach dyrektorskich w kopalni Ewald w Herten i od 1970 jako dyrektor Ruhrkole AG w Essen.
W kwietniu 1946 wstąpił do Socjaldemokratycznej Partii Niemiec w radzieckiej strefie okupacyjnej, która w tym samym miesiącu została przymusowo włączona do Socjalistycznej Partii Jedności Niemiec. Po przenosinach do RFN został działaczem SPD, m.in. szefem struktur w Recklinghausen. Od 1964 zasiadał w tamtejszej radzie miejskiej i pełnił funkcję zastępcy burmistrza (1969–1972), nadburmistrza (1972–1984) i burmistrza (1984–1987). W latach 1969–1987 pozostawał deputowanym Bundestagu, równocześnie od 1970 do 1973 oddelegowany do Parlamentu Europejskiego. Po zakończeniu kariery politycznej zasiadał w radach nadzorczych spółek, był przedstawicielem Ruhrkole AG w Austrii.

## Odznaczenia
Odznaczony Orderu Zasługi Republiki Federalnej Niemiec: Krzyżem Zasługi I Klasy (1984) oraz Wielkim Krzyżem Zasługi (1987), a także Orderem Zasługi Nadrenii Północnej-Westfalii (1986). W 1996 otrzymał doktorat honoris causa Uniwersytetu Ruhry w Bochum.